# Didymoglossum sociale
Espèce
Didymoglossum sociale est une espèce de fougères de la famille des Hyménophyllacées. Elle est originaire du Brésil. 
Synonymes : Trichomanes sociale (Fée) Lindm., Trichomanes hymenoides f. socialis Rosenst.

## Description

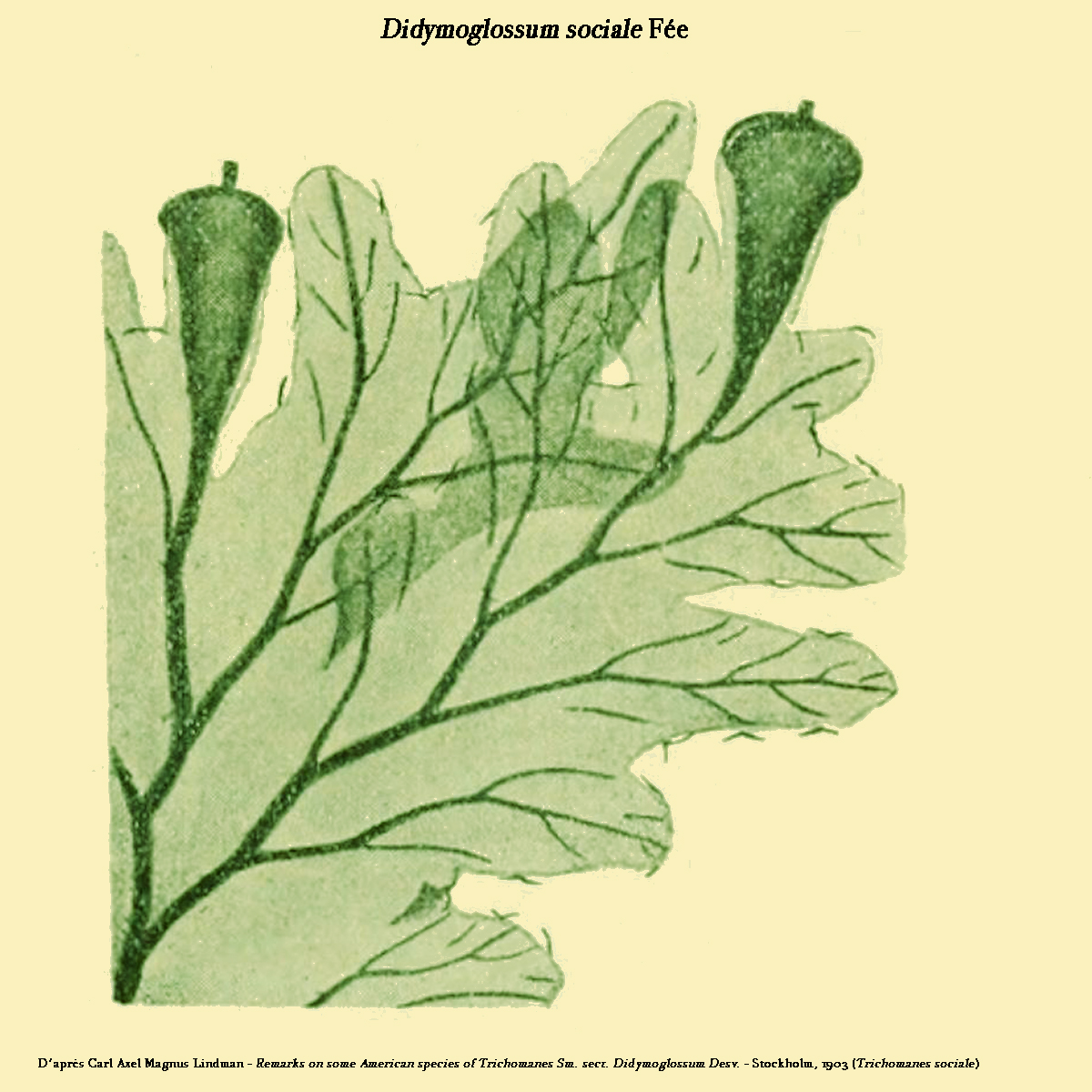
Fronde de Didymoglossum sociale.

Didymoglossum sociale est classé dans le sous-genre Didymoglossum.
Cette espèce a les caractéristiques suivantes :
- un long rhizome traçant, très densément couvert de poils bruns à noirâtres et sans racines
- un limbe segmenté une fois, voire deux, irrégulier, globalement elliptique ou cordiforme, de 2 à 5 cm de long et de 2 à 4 cm de large ;
- une nervuration assez dense ;
- quelques fausses nervures parallèles aux vraies nervures, courtes, mais sans de fausses nervures submarginales (caractéristique du sous-genre)
- une nervuration catadrome.
- de un à trois sores à l'intersection des segments pour les frondes fertiles
- une indusie tubulaire, à deux lèvres bien distinctes dont les cellules sont différentes de celles des tissus du limbe, et dont la bordure est souvent foncée à noire ;
- des poils marginaux groupés en petites touffes sur le limbe (3 à 5 par touffe).

## Distribution
Cette espèce, épiphyte ou terrestre, est originaire du Brésil.